# Димо Хаджигендов
Димо Хаджигендов (изписване до 1945 година: Димо хаджи Гендовъ) е виден калоферец, възрожденец.

## Биография
Роден е на 30 май 1837 година в Калофер. Учил е първо при Христо Брадинов, а после и при Ботьо Петков, Никола Касапски, Райно Попович и Мехмед ефенди Иланоолу. Избран за член и касиер на черковно-училищното настоятелство и касиер на общината.
През 1854 година отива в Карлово заедно с даскал Ботьо Петков. После учил в Пловдив в гръцкото училище.
Избран за депутат в Учредителното събрание от Никопол. След това е бил член на окръжните съдилища в Никопол, Плевен и Сливен, мирови съдия в Карлово, околийски началник в Панагюрище, Ихтиман и Дряново, окръжен ковчежник в Пловдив и кмет в Калофер.
Умира на 16 ноември 1919 година в София.